# Evelyn Pierce
Evelyn Pierce, nata Evelyn Vena Peirce (Del Rio, 5 febbraio 1907 – Oyster Bay, 9 agosto 1960), è stata un'attrice statunitense.

## Biografia
Figlia di Millard Peirce (1884-1949) e di Adeline Joy (1889-1959), Evelyn Peirce fu contattata a El Paso, dove studiava danza, da una piccola compagnia cinematografica che le consigliò di trasferirsi a Hollywood con la prospettiva di intraprendere la carriera di attrice. Qui si mantenne per qualche tempo insegnando danza a ragazze più giovani, finché Irving Thalberg in persona le offrì un contratto di sei anni per la MGM. Con il nome di Evelyn Pierce debuttò nel 1925 in Excuse Me, con Norma Shearer, seguito da Don't, con Sally O'Neil. Lo stesso anno fu scelta tra le tredici promesse "WAMPAS Baby Stars"
Fino al 1931 interpretò altri sette film. Scaduto il contratto con la MGM, continuò con pochi ruoli non accreditati fino al 1935, anno in cui abbandonò definitivamente il cinema. Nel 1934 aveva sposato l'attore Robert Allen, dal quale ebbe i figli Katherine e Ted. La famiglia si stabilì a Oyster Bay, nello stato di New York, dove Evelyn Pierce morì nel 1960 a soli 53 anni. È sepolta nel Saint John's Episcopal Church Cemetery della cittadina.
Evelyn ebbe un fratello e tre sorelle: una di queste, Mildred Cornelia Peirce (1908-1981), con il nome di Cornelia Thaw ebbe una piccola parte nel film Dracula (1931) di Tod Browning.

## Riconoscimenti
- WAMPAS Baby Star nel 1925

## Filmografia

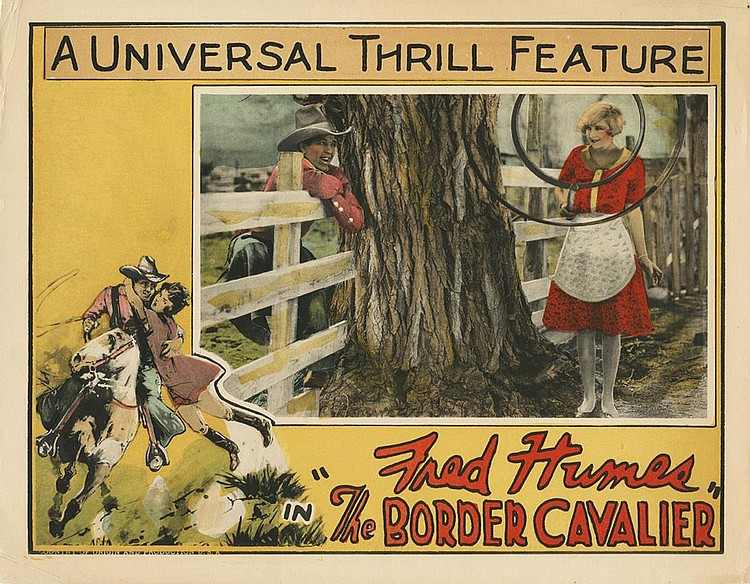
Poster del film Il cavaliere della frontiera

### Cinema
- Scusatemi tanto! (Excuse Me), regia di Alfred J. Goulding (1925) - non accreditata

- Don't, regia di Alfred J. Goulding (1925)
- Il cavaliere della frontiera (The Border Cavalier), regia di William Wyler (1927)
- I lupi della City (Tenderloin), regia di Michael Curtiz (1928)
- Sonia, regia di Hector V. Sarno (1928)
- The Million Dollar Collar, regia di D. Ross Lederman (1929)
- Once a Gentleman, regia di James Cruze (1930)
- Una tragedia americana (An American Tragedy), regia di Josef von Sternberg (1931) - non accreditata
- Monkey Business - Quattro folli in alto mare (Monkey Business), regia di Norman Z. McLeod (1931)
- Strettamente confidenziale (Broadway Bill), regia di Frank Capra (1934) - non accreditata
- I'm a Father, regia di James W. Horne - cortometraggio (1935)
- Carnival, regia di Walter Lang (1935) - non accreditata
- Death Flies East, regia di Phil Rosen (1935) - non accreditata
- Men of the Hour, regia di Lambert Hillyer (1935) - non accreditata
- Sulle ali della canzone (Love Me Forever), regia di Victor Schertzinger (1935) - non accreditata
- The Girl Friend, regia di Edward Buzzell (1935) - non accreditata